# 惠·菲尔德
惠·菲尔德（英語：Megumi Field，2005年10月15日—），美国女子花样游泳运动员，2023年世界游泳锦标赛集体技术自选铜牌得主、2023年泛美运动会女子双人和集体银牌得主、2024年夏季奥林匹克运动会集体银牌得主。